# Rîșcani
Rîșcani – miasto w północnej Mołdawii, nad rzeką Copăceancą, siedziba rejonu Rîșcani. W 2014 roku liczyło ok. 11,1 tys. mieszkańców.